# Alejandro Bender
Alejandro Bender (ur. 21 kwietnia 1976) – argentyński judoka. Dwukrotny olimpijczyk. Zajął siódme miejsce w Atlancie 1996 i odpadł w eliminacjach w Sydney 2000. Walczył w wadze półciężkiej.
Wygrał igrzyska Ameryki Południowej w 1998. Trzeci na mistrzostwach Ameryki Południowej w 1999 roku.

## Letnie Igrzyska Olimpijskie 2000
| Konkurencja | Eliminacje                 | Klas. końcowa |
| Konkurencja | Przeciwnik I               | Miejsce       |
| ----------- | -------------------------- | ------------- |
| 100 kg      | Marius Paškevičius (LTU) P | 1 runda       |

## Letnie Igrzyska Olimpijskie 1996
| Konkurencja | Eliminacje             | Repasaże                  | Repasaże                 | Repasaże              | Klas. końcowa |
| Konkurencja | Przeciwnik I           | Przeciwnik I              | Przeciwnik II            | Przeciwnik III        | Miejsce       |
| ----------- | ---------------------- | ------------------------- | ------------------------ | --------------------- | ------------- |
| 95 kg       | Aurélio Miguel (BRA) P | Siergiej Szakimow (KAZ) Z | Antonio Felicité (MRI) Z | Antal Kovács (UHUN) P | 7.            |